# Pierre Huard
Pierre Huard (16 tháng 10 năm 1901 – 28 tháng 4 năm 1983) là một giáo sư, bác sĩ người Pháp.

## Tiểu sử
Giáo sư, Bác sĩ Pierre Huard 
Giáo sư Pierre Huard, nguyên quán ở vùng Louvain, Đông Bắc nước Pháp nhưng chào đời tại Bastia – Corse, hòn đảo thuộc vùng biển Địa Trung Hải, nước Pháp, vào ngày 16 – 10 – 1901. Ông theo học bậc trung học tại Monpellier và Nantes. Sau khi lấy được bằng tú tài, ông học ngành sử học, theo sở thích của mình, nhưng theo lời khuyên của cha, ông học ngành Y và trở thành một thầy thuốc.
Sau khi tốt nghiệp bác sĩ, với đầu óc thích phiêu lưu, ông phục vụ tại các nước thuộc địa của Pháp: Syrie, Liban, Senegal… và làm nhiệm vụ bác sĩ giải phẫu.
Sau 2 năm phục vụ tại Trung Đông và Phi châu, ông trở về Marseille làm giảng viên, rồi trở thành Giáo sư. Năm 1933, GS. Huard được điều động sang làm việc tại Đông Dương. Ông rất thích thú khi được tiếp xúc với nền văn hóa Á Đông và từ đó, ông đã gắn bó với Việt Nam trong suốt 20 năm. Ông thường nói với sinh viên Trường Y Hà Nội rằng Việt Nam là quê hương thứ hai của ông.
Tại Hà Nội, ông là Trưởng khu giải phẫu Bệnh viện Đồn Thủy (Lanessan) (nay là bệnh viện Quân y 108), được xây dựng năng 1893, để khám và chữa bệnh cho quân lính và công chức người Pháp. Ngoài ra, ông đảm nhiệm thêm việc giảng dạy môn cơ thể học tại Đại học Y Hà Nội. Vào năm 1936, Trường Y Hà Nội được nâng cấp thành Đại học Y Dược khoa. Sau khi trở về Paris và đậu Thạc sĩ (Agrégé), ông chính thức trở thành Giáo sư thực thụ, chủ nhiệm bộ môn cơ thể học và giải phẫu học ở người.
Theo lời kể của GS. Nguyễn Tấn Gi Trọng, GS. Huard là người đầu tiên sắp xếp hệ số bệnh lý tại các khu trong bệnh viện thực hành để sinh viên dễ dàng tìm tài liệu viết luận văn. Ông cũng là người thành lập ngạch nội trú các bệnh viện (Internat des Hôpitaux) và Trưởng khu lấm àng (Chef de Clinique) ở Hà Nội.
GS. Huard còn là hội viên Trường Viễn Đông Bác Cổ, Viện cơ thể học. Ông đã viết rất nhiều sách về đất nước và con người Việt Nam.
Trong 8 năm GS. Huard làm hiệu trưởng (1947 – 1954), có 109 bác sĩ trình luận án tốt nghiệp tại Trường Đại học Y Hà Nội. Ông đã hướng dẫn nhiều bác sĩ thực hiện các đề tài tốt nghiệp về Cơ thể học và Ngoại khoa. Trong số đó, có các đề tài đặc biệt ảnh hưởng đến sự phát triển của nền Y học Việt Nam.
Năm 1954, quân Pháp thất thủ tại Điện Biên Phủ, ông được Bộ chỉ huy Pháp và Hội chữ thập đỏ giao trọng trách chăm sóc thương bệnh binh của Pháp. Sau khi Hiệp đinh Genève được ký kết, tháng 5 – 1955, ông vào Sài Gòn và rời khỏi Việt Nam.
Hầu hết các bác sĩ Việt Nam thời trước, từng theo học tại Trường Y Hà Nội vào những năm 1933 đến 1954 đều có cảm tình với người thầy, Giáo sư người Pháp Pierre Huard. Ông là người thầy thuốc gắn bó rất lâu với ngành Y học Việt Nam và là vị Hiệu trưởng người Pháp cuối cùng của Trường Đại học Y Hà Nội.
Trở về Pháp, ông vẫn giữ nhiệm vụ giảng dạy.
Sau khi nghỉ hưu, ông tiếp tục làm việc tại Bệnh viện Cochin, tiếp tục nghiên cứu, viết sách và giúp đỡ sinh viên làm luận văn tốt nghiệp bác sĩ.
Ở tuổi trên 80 hàng ngày ông vẫn đi bộ đến Bệnh viện Cochin để làm việc. Vào buổi sáng ngày 28 – 4 – 1983, ông đột ngột ra đi do tai nạn giao thông.
Cho đến nay, các học trò cũ thường nhắc đến câu nói của ông lúc sinh thời: “Đời là bể khổ và chỉ đẹp khi ta thực hiện dược ước mơ của tuổi trẻ…”. Bằng cuộc đời và sự nghiệp của mình, GS. Pierre Huard là tấm gương của một nhà sư phạm Y học cho các thầy thuốc – thầy giáo trẻ noi theo.
Có sách “Hiểu biết về Việt Nam” Nhà xuất bản Khoa học xã hội in năm 1993. 